# Cosmosoma thiacia
Cosmosoma thiacia är en fjärilsart som beskrevs av George Francis Hampson 1914. Cosmosoma thiacia ingår i släktet Cosmosoma och familjen björnspinnare. Inga underarter finns listade i Catalogue of Life.